# مسجد گیل محله
مسجد گیل محله مربوط به دوره قاجار است و در شهرستان تنکابن، بخش مرکزی، دهستان گلیجان، روستای گیل محله محمدآباد واقع شده و این اثر در تاریخ ۲۶ اسفند ۱۳۸۶ با شمارهٔ ثبت ۲۱۹۷۹ به‌عنوان یکی از آثار ملی ایران به ثبت رسیده است.